# Limonia luteivittata
Limonia luteivittata är en tvåvingeart som beskrevs av Alexander 1930. Limonia luteivittata ingår i släktet Limonia och familjen småharkrankar. Inga underarter finns listade i Catalogue of Life.